# Eugen Goll
Eugen Goll (* 30. Dezember 1893 in Basel; † 15. Juli 1958 ebenda) war ein Schweizer Maler.

## Leben und Werk
Eugen Goll besuchte die Allgemeine Gewerbeschule Basel und hielt sich wiederholt in Paris auf. 
Neben Stadtansichten von Paris und Basel malte er Stillleben, Figurenbilder und Porträts. Daneben betätigte er sich auch als Kopist. Als Mitglied der Sektion Basel der Gesellschaft Schweizerischer Maler und Bildhauer (GSAMBA) stellte er seine Werke in zahlreichen Gruppenausstellungen aus.